# Antónis Samarákis
Antónis Samarákis (grec moderne : Αντώνης Σαμαράκης), né le 14 août 1919 à Athènes et mort le 8 août 2003 à Pýlos, est un écrivain grec.

## Biographie
Il étudie le droit à l'Université d'Athènes. Il travaille ensuite au ministère du Travail, un poste qu'il quitte après l'imposition de la dictature par le général Ioánnis Metaxás. Pendant l'occupation nazie, il participe à la résistance nationale. En 1944, il est arrêté par les nazis et condamné à mort, mais parvient à s'échapper. À la fin de la guerre, en 1945, il reprend son poste au ministère du Travail et le conserve jusqu'en 1963, année où il épouse Eléni Kourebaná. Il devient alors un expert de l'Organisation internationale du travail, une agence de l'Organisation des Nations unies. En 1989, il est nommé ambassadeur de bonne volonté de l'UNICEF.
Il amorce sa carrière littéraire par des poèmes dès le début des années 1930. En 1954, il donne des nouvelles, mais c'est en 1965 son roman La Faille (To láthos), un best-seller mondial, qui le rend célèbre. En France, La Faille remporte le grand prix de littérature policière 1970.
Il meurt d'une crise cardiaque en 2003 dans sa résidence de Pýlos.

## Œuvre

### Romans
- Σήμα κινδύνου (1959)
- Το λάθος (1965) Publié en français sous le titre La Faille [« To láthos » ], traduit par Sophie Le Bret, Paris, Éditions Stock, 1970, 216 p. (BNF 35423824) ; réédition, Le Livre de poche no 3517, 1973
- Εν ονόματι (1998)

### Nouvelles
- Ζητείται ελπίς (1954)
- Αρνούμαι (1961)
- Το διαβατήριο (1973)
- Η κόντρα (1992)

### Textes autobiographiques
- Γραφείον ιδεών (1962)
- Αυτοβιογραφία 1919- (1996)

## Prix
- Grand prix de littérature policière pour La Faille[1]